# Bulakbaru
Bulakbaru is een bestuurslaag in het regentschap Japara van de provincie Midden-Java, Indonesië. Bulakbaru telt 719 inwoners (volkstelling 2010).